# Marzio Deho
Marzio Deho (Alzano Lombardo, 2 agosto 1968) è un mountain biker italiano, specialista di marathon e granfondo.

## Biografia
Mountain biker elite dal 1990 al 2021.
Team manager Olympia Factory dal 2022

## Palmarès
345 vittorie in carriera:
- Campionato italiano marathon 2003: 1º
- La Terre Rosse 2007: 1º
- Gimondi Bike 2005, 2008, 2009 e 2010: 1º[1]
- Granfondo Costa degli Etruschi 2007, 2008, 2009, 2010, 2015: 1º
- Rampilonga 1998, 2003, 2007: 1°
- Tour dell'Assietta 2000, 2005, 2007: 1°
- 100Km dei Forti 2005: 1°
- Val di Fassa Marathon 2011: 1º[2]
- Speedylonga 2002: 1º
- Dolomiti Superbike 2005: 1º
- Roc d'Azur marathon 2006: 1º
- Internazionali d'Italia Series XC Brescia 2006: 1º
- Uci master World Champion marathon 2022 1°

Gare a tappe:
- TransRockies 2008: 1º
- Mongolia Bike Challenge 2010, 2011: 1°
- Himalaya Highest mtb race 2016, 2017: 1°